# باشگاه فوتبال پورتوریکو
باشگاه فوتبال پورتوریکو یک باشگاه فوتبال حرفه‌ای مستقر در بایامون، پورتوریکو بود. این تیم که در سال ۲۰۱۵ تأسیس شد، در لیگ فوتبال آمریکای شمالی (ان‌ای‌اس‌ال)، دومین سطح فوتبال آمریکا، بازی کرد. این تیم اولین بار در فصل پاییز ۲۰۱۶ شروع به کار کرد. این تیم بازی‌های خانگی خود را در ورزشگاه خوان رامون لوبریل انجام می‌داد تا اینکه در سپتامبر ۲۰۱۷ ورزشگاه به شدت توسط توفند ماریا آسیب دید. این تیم آخرین بار در فصل ۲۰۱۷ ان‌ای‌اس‌ال بازی کرد.